# John Hutchinson (Politiker, 1615)
John Hutchinson (* 1615 in London; † 11. September 1664 in Sandown Castle (Kent)) war ein britischer Militär und Politiker.
Er war der Sohn von Sir Thomas Hutchinson (1587–1643), des Gutsbesitzers von Owthorpe Hall bei Nottingham und Parlamentsmitglieds für Nottinghamshire. Er studierte am Peterhouse College der Universität Cambridge und ab 1636 am Lincoln’s Inn, um Anwalt zu werden. Im Bürgerkrieg stand er auf Seiten des Parlaments, verwaltete Nottingham samt Nottingham Castle und verteidigte es erfolgreich gegen royalistische Angriffe. 1646 wurde er als Nachfolger seines Vaters Parlamentsmitglied für Nottinghamshire. Er war einer der Richter im Prozess gegen Karl I., stimmte für dessen Hinrichtung und war 1649 bis 1651 Mitglied des Staatsrats (Council of State) des Commonwealth of England. 1653 zog er sich auf seinen Landsitz zurück, und 1659 wurde er High Sheriff von Nottinghamshire. 1660 unterstützte er George Monck in der Annahme, dieser würde das Lange Parlament wieder restituieren. Stattdessen verhalf er den Stuarts erneut auf den Thron, und Hutchinson wurde als Königsmörder von politischen Ämtern verbannt, wurde aber nicht wie andere Unterzeichner des Todesurteils für Karl I. ins Gefängnis geworfen oder hingerichtet. Eine Rolle spielte dabei seine öffentlich kundgetane Reue, seine Opposition gegen Cromwell in dessen letzten Regierungsjahren und einflussreiche Fürsprecher.
1663 wurde er verdächtigt, in die Verschwörung von Farnley Wood in Yorkshire zum Sturz der Monarchie verwickelt gewesen zu sein, wurde auf schwache Indizien hin verhaftet und zunächst im Tower von London gefangen gehalten. Im Mai 1664 wurde er nach Sandown Castle verlegt und starb dort vier Monate später.
Mit seiner Frau Lucy hatte er neun Kinder. Sie veröffentlichte Erinnerungen über ihn.